# قطنا (مدينة)
قطنا هي مدينة سورية تابعة لمحافظة ريف دمشق ومركز ناحية ومنطقة قطنا، تقع جنوب غرب مدينة دمشق وتبعد عنها حوالي 20 كم، وتمتد بين سفوح جبل الشيخ غربا، ومحافظة القنيطرة جنوبا، والكسوة شرقا وتبلغ مساحتها (19 كم2)

## وصف عام
تتميز قطنا بمناخ بارد شتاء مع مناخ حار معتدل صيفاً وبسبب تفاوت هذا المناخ ظهرت الزراعة بشكل كبير وخصوصا الزيتون والحمضيات. اتسعت مدينة قطنا وأصبحت مدينة كبيرة.و فيها عدة مدارس منها ابتدائية مثل مدرسة امل العروبة ومدرسة متوسطة مثل مدرسة الثورة ومدرسة ثانوية مثل مدرسة البعث وفي مدينة قطنا يوجد معاهد علمية مثل معهد المنصور.
كما تضم مدينة قطنا العديد من المراكز الثقافية التي ساعدت في نهضة المنطقة كافة وفيها أيضا مجلس بلدية قطنا، محكمة قطنا، مالية قطنا، الطابو، قسم الشرطة، المركز الثقافي، جامع الغلايني، وجامع العمري وجامع السادات، وجامع الشيخ حسن الراعي و جامع القادري. هناك كنيستان وهما كنيسة مار الياس الغيور التابعة لبطركية انطاكيا وسائر المشرق للروم الأورثوذكس وكنيسة سيدة النجاة التابعة لبطركية السريان الكاثوليك. يوجد في مدينة قطنا نبع اسمه راس النبع ويسير على شكل نهر ليروي بعض أراضيها أو يغذيها بماء الشرب مع شحه في أيام الصيف والحرارة. ويوجد أيضاً نبعان عين سلطان وعين علائيت وكان هناك أيضاً نبع اسمه عين فاترة ولكنه للأسف قد انحسر ونشف والنبعان يتأثران دائماً بالصيف وشدة الحر. كما أن هناك نبعًا موسميًا يعتمد على المطر ومرتبط أيضاً بسنة الخير كما يقال وهو التنور الذي يأخذ ماءه على الأغلب من جب ربا أو جبربا التي تصبح بحيرة كبيرة في سنين الخير ولكن السباحة بها خطيرة لوجود دوامات فجائية تحدث دون سابق إنذار ولوجود بعض الحشرات الضارة ولذلك يهابها البعض. وكذالك نبع السوجة الذي يقع في منطقة البساتين المسماة على اسمة السوجة وهو من اقدم الينابيع التي ما زلت تنبع حتى وقتنى الحاليتعتبر مدينة قطنا من أجمل المدن في ريف دمشق لوجود الجو الرائع. يوجد في مدينة قطنا مراكز صحية ومنها : مستشفى الحكمة “خاص”و مستشفى قطنا الحكومي “قيد الإنجاز” و مستوصف قطنا الصحي . يوجد في مدينة قطنا منشاة رياضية تحتوي على ملعبين كرة قدم وملعب كرة سلة . و يوجدفي مدينة قطنا السوق المعروف بين اهالي قطنا وهو شارع فية دوار امين امين وفيه دوار ساحة الجلاء . المطاعم في مدينة قطنا كثيرة منها للوجبات السريعة مثل البروستد والشاورما و منها للماكولات الشامية مثل الفول والفلافل والحمص والكثير . في هذه المدينة يوجد الكثير من المزارع ففي هذه المدينة يزرع التوت الشامي والرمان.

## لمحة تاريخية
مدينة قطنا عمرها من عمر الحضارات التي تتالت عليها فقد أنشئت منذ عام 880 للميلاد على مفترق الطرق القادمة من لبنان والزبداني إلى حوران والجولان وفلسطين.
فقد تعاقبت على قطنا الحضارات من العهد الآرامي إلى اليوناني والروماني حتى الفتح الإسلامي، ويشير إلى ذلك اسمها أولاً بـ «قطيا» وهي كلمة آرامية تعني (القثاء البرية) لكثرة ما تحوي أرضها من القثة، و «كاتانيا» أو «كاتاني» كلمة يونانية معناها (مفترق الطرق).
ومهما تكن حقيقة التسمية فإن تسمية «قطنا» بهذا الاسم ورد في المصادر التاريخية الإسلامية سنة/126/ هجرية عندما لجأ والي دمشق إليها هرباً من وباء عم مدينة دمشق آنذاك.
وفي العصر المملوكي، وطوال العصر العثماني، وحتى عقود عديدة من القرن العشرين بدأ اسمان جديدان يزاحمان كلمة «قطنا» كاسم للمدينة، لكنهما لم يلغيا كلمة قطنا من الوجود
- أولهما: مصطلح «وادي العجم» حيث كانت تسمى المنطقة الممتدة من داريا إلى كناكر مروراً بــ «قطنا» بــ «قضاء وادي العجم» ، والسبب وراء إطلاق هذا المصطلح على هذه المنطقة كان من نتائج حشد تيمورلنك لجيوشه في هذه المنطقة سنة/803/ هجرية، والدليل على ذلك أمران اثنان: إن مصطلح «وادي العجم» لم يظهر في المصادر التاريخية قبل سنة /803/ هجرية، والأمر الثاني أن جيش تيمورلنك يعتبر الجيش الغريب الوحيد الذي خيم في هذه المنطقة في تلك الفترة، كما أن قوم تيمورلنك يتكلمون اللغة المغولية أو الاويغورية وهي لغة أعجمية بالنسبة لسكان البلاد، ولذلك أطلق على المنطقة التي خيم فيها جيش الأعجمي بعد رحيلهم «قضاء وادي العجم».
- أما التسمية الأخرى التي أطلقت على تلك البقعة فهي «إقليم البلان» نسبة إلى نبات البلان الذي يكثر وجوده في هذا الإقليم، وهذه التسمية موجودة في كتب التاريخ للعقود الأولى من القرن العشرين.

لكن كلمة «قطنا» رجعت منفردة إلى تسمية المنطقة مطلع خمسينيات القرن الماضي، وزال من الوجود كلا المصطلحين الوافدين آنفي الذكر.

## المناطق الأثرية
من أشهر الأماكن الأثرية في قطنا:
- جامع الشيخ حسن الراعي.
- المسرح الفرنسي الاثري والذي يقع على الكتف الجنوبي لمدخل المدينة.
- ودار حكومة متواضع أحرقه الثوار عام 1925، وأعيد بنائه عام 1930.
- الجامع العمري بمئذنته الخشبية.
- كنيستين إحداهما للروم الأرثوذكس شيدت عام وتنسب إلى النبي «إيليا» ، والثانية للسريان الكاثوليك وتنسب إلى «سيدة النجاة».
- قصر الملك برقش والذي يقع غرب مدينة قطنا على مرتفعات جبل الشيخ وهو من اقدم الاثار في المدينة .
- سينما عين فاترة (المبنى مازال قائم ولكن السينما توقفت عن العمل منذ اعوام )
- الملعب البلدي القديم

## السياحة
تتمتع بطبيعة ومناخ جيد وخلاب حيث تعتبر مركزا” للاصطياف والاشتاء.
يوجد فيها عدة مناطق سياحية معظمها تتجمع حول الينابيع مثل:
- نبع يسمى (راس النبع) و يسير على شكل نهر ليروي بعض أراضيها أو يغذيها بماء الشرب، وقد أنشئ حوله منتجعا سياحيا بالإضافة إلى كورنيش للتمتع بمنظر الشلال الذي يعترض طريق هذا النهر .
- عين سلطان.
- عين علاقيت.

## الزراعة
تتميز قطنا بمناخ بارد شتاء مع مناخ حار معتدل صيفا وبسبب تفاوت هذا المناخ ظهرت الزراعة وبشكل كبير وخصوصا زراعة الزيتون و الحمضيات
وتغذي أراضيها مجموعة من الينابيع التي ترفد نهر الأعوج والسيبراني، وتقدر المساحة المروية (6401) هكتار بالإضافة إلى مجموعة من الآبار التي ترفد ري المحاصيل .